# 周弘直
周 弘直（しゅう こうちょく、500年 - 575年）は、南朝梁から陳にかけての官僚。字は思方。本貫は汝南郡安成県。

## 経歴
東晋の尚書左僕射の周顗の九世の孫にあたる。祖父の周顒は斉の中書侍郎・領著作をつとめ、父の周宝始は梁の司徒祭酒となった。弘直は幼くして父を失い、兄の周弘正や周弘譲とともに伯父の周捨に養育された。幼くして聡明鋭敏で、梁の太学博士を初任とした。
しばらくして湘東王蕭繹の下で西中郎外兵記室参軍をつとめ、鮑泉・宗懍・劉緩・劉瑴らとともに書記を管掌した。建康の武帝のもとに入朝して尚書儀曹郎となった。蕭繹が江州や荊州に出向すると、弘直はその下で録事諮議参軍をつとめ、柴桑県令や当陽県令を兼任した。侯景の乱が起こると、蕭繹は武城に駐屯していたが、河東王蕭誉が江陵を襲撃することを恐れて、弘直を湘州に派遣し、その食糧や兵衆を監督させようとした。蕭誉はこれを受け入れなかった。蕭繹が承制すると、弘直は仮節・英果将軍・世子長史に任じられた。ほどなく智武将軍・衡陽郡内史に転じた。太清4年（550年）2月、鳳凰が衡陽郡の郡界に現れたと蕭繹に報告した。
貞毅将軍・平南長史・長沙郡内史となり、湘州と平南府の事務を代行し、湘浜県侯に封じられた。邵陵郡や零陵郡の太守を歴任し、雲麾将軍・昌州刺史となった。王琳が挙兵すると、弘直はその下で湘州にとどまった。王琳が陳の侯瑱に敗れると、弘直は陳に帰順して建康に入った。天嘉年間、国子博士・廬陵王長史・尚書左丞・羽林監・中散大夫・秘書監・掌国史を歴任した。太常卿・光禄大夫に転じ、金章紫綬を加えられた。太建7年（575年）、病にかかり、家で死去した。享年は76。著作に文集20巻があった。
子に周確があった。

## 伝記資料
- 『陳書』巻24 列伝第18
- 『南史』巻34 列伝第24